# جیمی بینینگ
جیمی بینینگ (انگلیسی: Jimmy Binning; ۲۱ دسامبر ۱۹۲۲ – 1991) بازیکن فوتبال اهل اسکاتلند بود.